# سكويرتل
سكويرتل هو أحد أجناس البوكيمون المتعددة وهو من النوع المائي .

## شكله
تم تصميم سكويرتل على شكل سلحفاه، ثم يتطور ويسمى المطور منه واترتل وهو أيضا يشبه السلحفاة مع اختلافات بسيطة وتضخم أكثر.

## وجوده
غالبا مايتواجد سكويرتل في العالم الخيالي بالقرب من المصادر المائية والبحار والمحيطات، أو في الغابات وبين الجبال في بعض الأحيان.

## هجماته
يستخدم سكويرتل مدفعين يشبهان الخرطوم من الماء يخرجهم من ظهره ويضرب بهما، ويستعمل تلك الضربات المائية للهجوم على خصومه.

## وصلات
مقالة باللغة الإنكليزية عن سكويرتل